# UB-83 Upernavik
Upernavik Boldklub-83 (kurz UB-83 Upernavik) ist ein grönländischer Fußballverein aus Upernavik.

## Geschichte
UB-83 Upernavik wurde 1983 gegründet und ist somit der zweite Verein der Stadt nach K'ingmeĸ-45 Upernavik.
Für 1989 ist erstmals eine Teilnahme an der Grönländischen Fußballmeisterschaft bezeugt. Der Verein schied in der Qualifikationsrunde als Tabellenletzter aus. 1991 und 1992 schied der Verein in der Vorrunde aus. Auch 1995 und 2000 konnte sich UB-83 nicht qualifizieren. 2001 gewann man in der Qualifikationsrunde zwei der drei Spiele, verpasste die Qualifikation aber dennoch. 2003 war der Verein ursprünglich gemeldet, zog sich dann aber zurück, ebenso wie 2009. 2012 konnte sich UB-83 Upernavik für die Schlussrunde qualifizieren, wurde dort aber abgeschlagen Tabellenletzter. 2014 verpasste der Verein erneut die Qualifikation deutlich, 2015 hingegen nur knapp. 2018 konnte sich der Verein erneut für die Schlussrunde qualifizieren, wurde dort überraschend Dritter, aber verlor das Spiel um Platz 5 dann deutlich.

## Platzierungen bei der Meisterschaft
- 1983: unbekannt
- 1984: unbekannt
- 1985: unbekannt
- 1986: unbekannt
- 1987: unbekannt
- 1988: unbekannt
- 1989: nicht qualifiziert
- 1990: nicht teilgenommen
- 1991: nicht qualifiziert
- 1992: nicht qualifiziert
- 1993: nicht teilgenommen
- 1994: unbekannt
- 1995: nicht qualifiziert
- 1996: unbekannt
- 1997: unbekannt
- 1998: nicht teilgenommen
- 1999: nicht teilgenommen
- 2000: nicht qualifiziert
- 2001: nicht qualifiziert
- 2002: nicht teilgenommen
- 2003: nicht teilgenommen
- 2004: unbekannt
- 2005: unbekannt
- 2006: nicht teilgenommen
- 2007: unbekannt
- 2008: unbekannt
- 2009: nicht teilgenommen
- 2010: nicht teilgenommen
- 2011: unbekannt
- 2012: Platz 9/10 (von 10)
- 2013: nicht teilgenommen
- 2014: nicht qualifiziert
- 2015: nicht qualifiziert
- 2016: nicht teilgenommen
- 2017: unbekannt
- 2018: Platz 6 (von 10)
- 2019: unbekannt
- 2020: nicht teilgenommen
- 2021: teilgenommen (nicht ausgetragen)
- 2022: Platz 6 (von 8)
- 2023: von der Schlussrunde zurückgezogen
- 2024: Platz 6 (von 7)